# لفظ

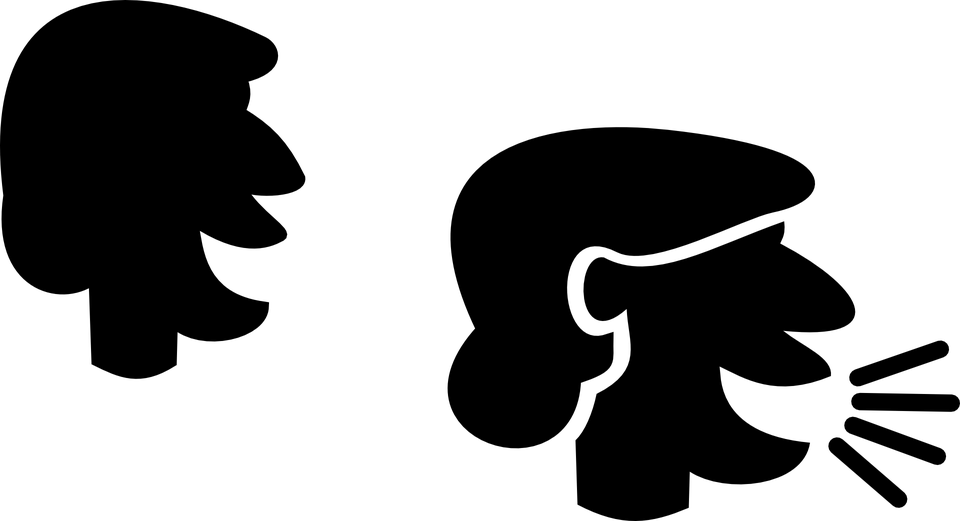

اللفظ، بالكلام مستعار من لفظ الشيء من الفم، ومصدر بمعنى التلفظ سمي به القول الملفوظ والكلام المقول، أي ما يتلفظ به الإنسان به، حقيقة، أو حكماً، مهملاً كان أو موضوعاً، مفردًا كان أو مركباً. وقيل خص اللفظ في عرف اللغة بما صدر من الفم من الصوت المعتمد على المخرج حرفا واحدا أو أكثر مهملاً أو مستعملاً، فلا يقال لفظ الله بل يقال كلمة الله.

## اللفظ في علم النحو
اللفظ  لغة الطرح والرمي. وفي علم النحو معناه ما تلفظ به الإنسان، واللفظ المستعمل ما وضع للدلالة على معنى مقصود.